# Vilhelm de Volpiano
Sfântul Vilhelm de Volpiano (în italiană Guglielmo da Volpiano, în franceză Guillaume de Volpiano, n. 962 d.Hr., Isola San Giulio⁠(d), Italia – d. 1 ianuarie 1031, Fécamp, Haute-Normandie, Franța), cunoscut și ca Vilhelm de Dijon, de Saint-Benignus sau de Fécamp, a fost un călugăr, reformator și compozitor din Piemont, ctitor a numeroase abații din Burgundia, Italia și Normandia.
Este venerat ca sfânt atât de Biserica Ortodoxă, cât și de cea catolică, la 1 ianuarie. 